# Dillon Powers
Dillon Thomas Powers (Plano, Texas, Estados Unidos; 14 de febrero de 1991) es un futbolista estadounidense nacionalizado italiano. Juega de centrocampista y su equipo actual es el Orange County SC de la USL Championship.

## Trayectoria

### Inicios
En sus inicios, Powers jugó para el club de su pueblo natal, el Andrómeda SC y para el equipo de fútbol de la Escuela Secundaria de Plano. Fue nombrado como Jugador del Año en su último año en la escual antes de dejar Plano para jugar al fútbol para la Universidad de Notre Dame.

### Colorado Rapids
Una vez terminada la universidad, Powers fue seleccionado en la primera ronda del SuperDraft de la Major League Soccer de 2013 (13º en la general) por el Colorado Rapids. Se convirtió en un éxito instantáneo en el primer equipo y a menudo fue incluido por varios analistas en las listas de posibles candidatos para el premio de Novato del Año de la liga. Luego de terminada la temporada de los Rapids, Powers recibió el premio mencionado, ganando en la votación a su compañero Deshorn Brown.

### Orlando City
Fichado el 10 de agosto de 2017, hizo su debut el 29 del mismo mes en la derrota de su nuevo equipo 2 a 1 ante Vancouver Whitecaps FC.

## Selección nacional

### Selección juvenil
Powers ha representado a los Estados Unidos en varias ocasiones a nivel juvenil. Jugó para el equipo sub-18 de su país y fue parte de la selección estadounidense sub-20 que disputó la Copa Mundial de Fútbol Sub-20 de 2009.

## Clubes
| Club                    | País              | Año               |
| ----------------------- | ----------------- | ----------------- |
| Colorado Rapids         | Estados Unidos    | 2013 - 2017       |
| Orlando City            | Estados Unidos    | 2017 - 2020       |
| Dundee United           | Escocia           | 2020 - 2021       |
| Orange County SC        | Estados Unidos    | 2021              |
| Glentoran Football Club | Irlanda del Norte | 2022              |
| Orange County SC        | Estados Unidos    | 2022 - Actualidad |

## Vida personal
Dillon es el hijo de Michael Powers, quien jugó 15 para los Dallas Sidekicks de la Major Indoor Soccer League.